# クリシュフの戦い
クリシュフの戦い（クリシュフのたたかい、英語: Battle of Kliszów）は、大北方戦争中の1702年7月19日（グレゴリオ暦）、ポーランド＝リトアニア共和国のクリシュフ近くでおきた戦闘。アウグスト2世率いるポーランド＝ザクセン連合軍は数でスウェーデン軍に上回り、陣地も防御に有利にもかかわらず、カール12世率いる、人数上では半分以下のスウェーデン軍に敗北した。

## 背景
ザクセン選帝侯兼ポーランド王・リトアニア大公アウグスト2世は1699年にデンマーク＝ノルウェー王フレデリク4世とロシア・ツァーリ国のピョートル1世とともにスウェーデン帝国への攻撃を計画した。しかし、計画はスウェーデン軍がホムレベク上陸を敢行、フレデリク4世がトラヴェンタール条約で脱落したことにより失敗した。同年、スウェーデン王カール12世はナルヴァの戦いでロシア軍を撃破した後、ドヴィナ川の戦いでアウグスト2世の軍勢をスウェーデン領リヴォニアから追い出し、ポーランド＝リトアニア共和国領内まで追撃した。1702年5月14日に無抵抗なワルシャワに入城した後、カール12世はさらに西進した:688–689。
スウェーデン軍とザクセン＝ポーランド＝リトアニアの連合軍はキェルツェの南にあるクリシュフにおいて、5マイルほど離れた場所でそれぞれ軍営を設けた。両軍を大きな森と沼が隔てており、スウェーデン軍が森の北側にいる一方、連合軍は北の狭い沼と西のニダ河谷の沼地で守られている。7月19日朝9時、カール12世は行軍を開始して森を抜け、11時に連合軍の北にある沼のさらに北方に到着した。森を抜けたスウェーデン軍は歩兵8千、騎兵4千、大砲4門であり、大砲の大半はまだ森を抜けられずにいた。連合軍はザクセン軍が歩兵7,500と騎兵9千、ポーランド軍が歩兵660と騎兵6,640（フサリア1,240人含む）、さらに大砲46門もあった。

## 経過

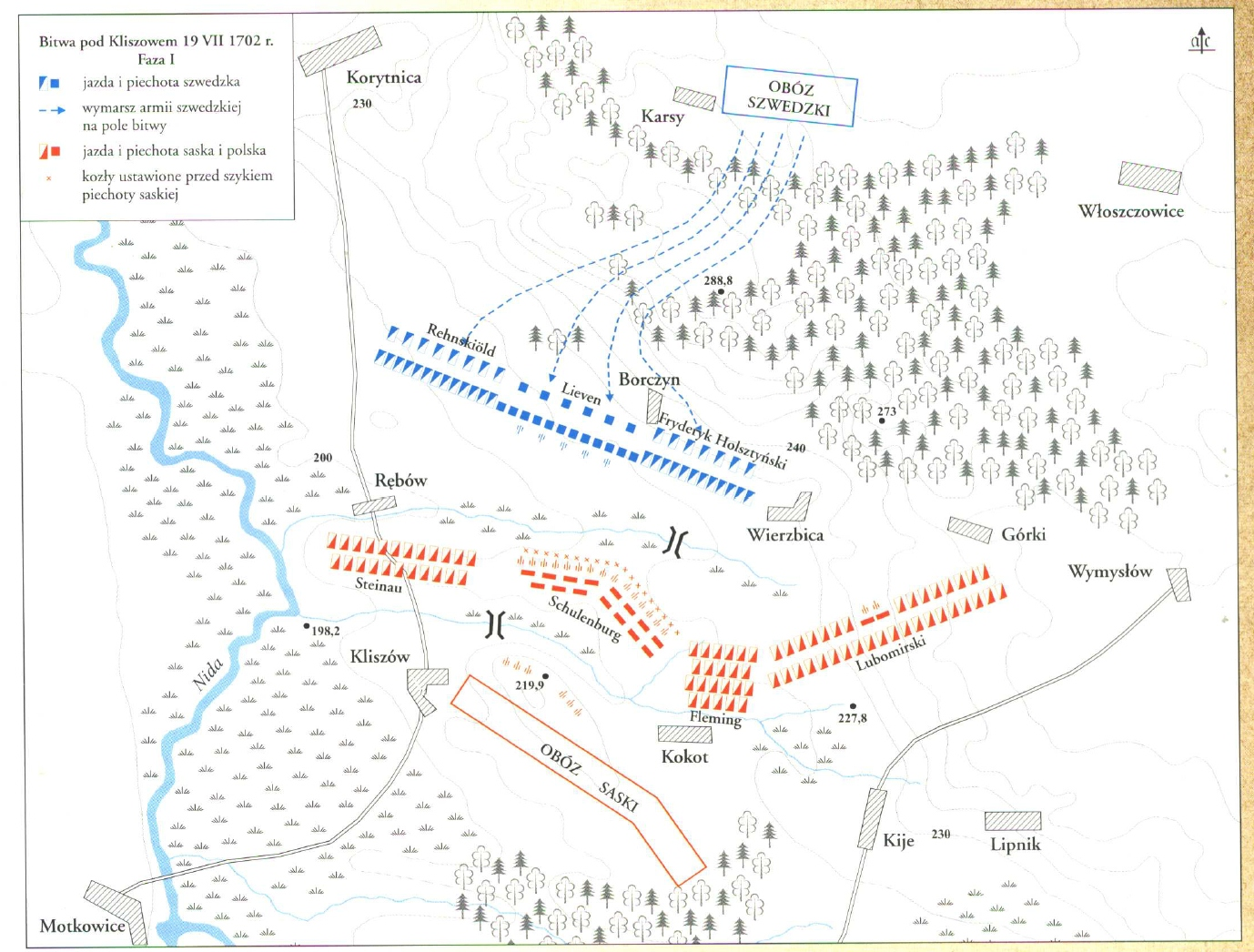
戦闘の前半

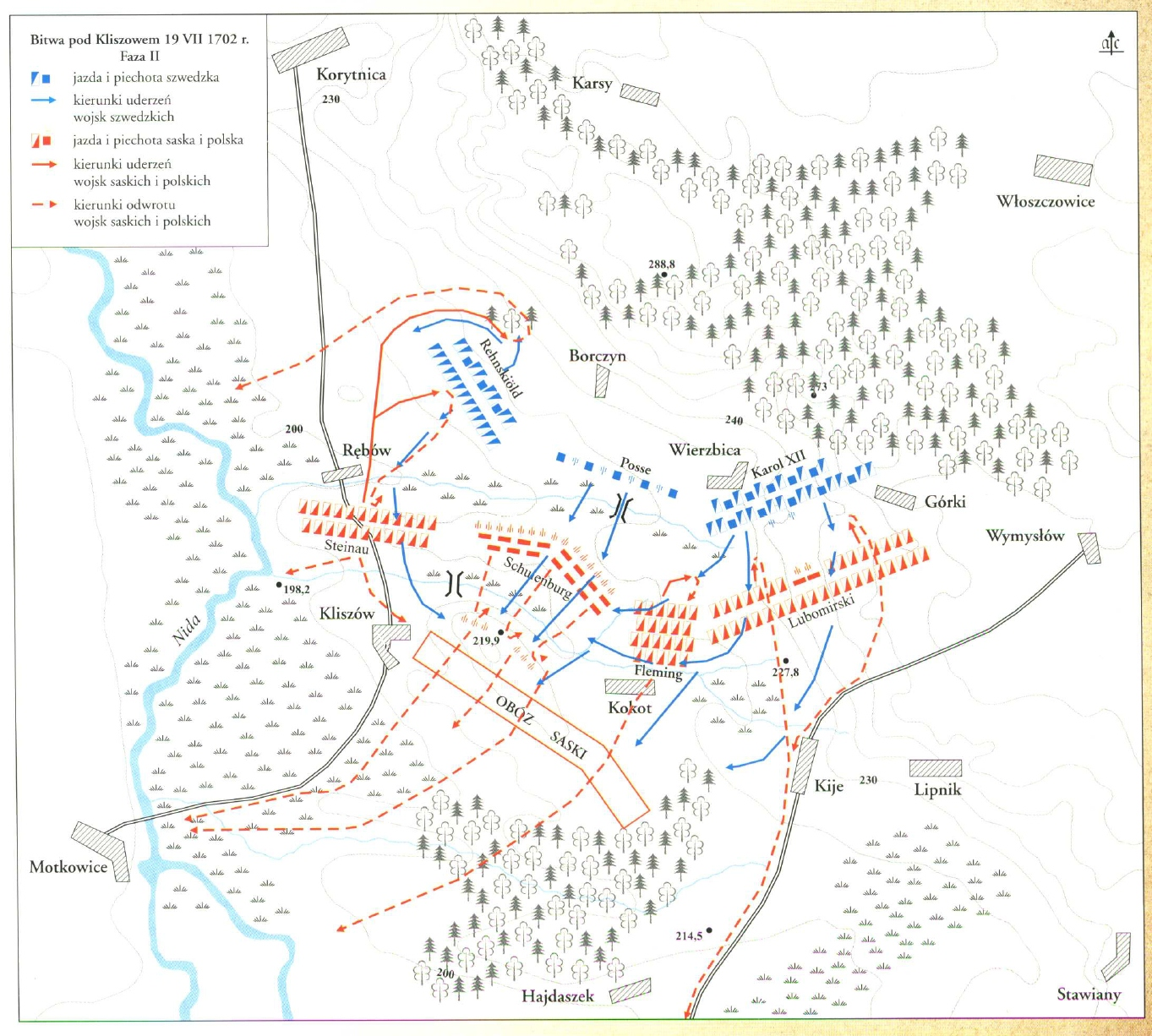
戦闘の後半

スウェーデン軍右翼の指揮官はカール・グスタフ・レーンスケルドであり、中央部の第1列の指揮官はベルンハルト・フォン・リーヴェンで第2列の指揮官はクヌーズ・ヨーランソン・ポッセ、左翼は指揮官がシュレースヴィヒ＝ホルシュタイン公フレデリク4世で副官がオットー・ヴェーリンクだった。ザクセン軍は左翼の指揮官がアダム・ハインリヒ・フォン・シュタイナウ、中央部の指揮官がヨハン・マティアス・フォン・デア・シューレンブルク、右翼の騎兵の指揮官がヤコブ・ハインリヒ・フォン・フレミングであり、ポーランド騎兵も右翼にあってヒェロニム・アウグスティン・ルボミルスキが指揮した。
カール12世の戦略はザクセン＝ポーランド軍を包むような行軍で潰走させることと、軍を再配置して両翼を強化しようとしたことだった。スウェーデン軍は14時に攻撃を開始、ルボミルスキ率いるポーランド軍に突撃したが、突撃を率いたフレデリク4世が早々に戦死したため前進が止まった。ポーランド軍は反撃を2回試みたがいずれもスウェーデン歩兵に撃退され、フレミング率いるザクセン軍が沼地の向こうから仕掛けた突撃も撃退された。続いてルボミルスキとフレミングが撤退したため、ザクセン軍の中央部と右側がさらけ出され、スウェーデン軍の攻撃に遭って壊滅した。ルボミルスキはスウェーデン騎兵の追撃を受けてキイェまで撤退した。
このとき、ザクセン軍のシュタイナウはレーンスケルド率いるスウェーデン軍右翼と本軍を切り離すためにレーンスケルドに攻撃、「スウェーデン軍の21個騎兵大隊で約2,100人」と「ザクセン軍の34個騎兵大隊で4,250人以上」の間で激しい戦闘がおこった。スウェーデン軍はザクセン軍の撃退に成功した。
カール12世は16時半にはザクセン軍の軍営まで前進してザクセン軍を周りの沼地へと追い出した。彼はさらにザクセン軍の大砲を鹵獲して使用した。
今やスウェーデン軍はニダ川の橋を占拠してザクセン軍を包囲しようとした。ザクセン軍中央部のシューレンブルク将軍率いる騎兵はほとんど攻撃されておらず、シューレンブルクはすぐさまに激しく抵抗して橋を守ってザクセン軍の撤退を援護、17時には戦闘が終わった。
戦闘中、左翼の指揮官のシュレースヴィヒ＝ホルシュタイン公フレデリク4世は砲火を受けて戦死した。スウェーデン軍は戦死者が300人に上り、負傷者が800人であった。ザクセン軍とポーランド軍は2千人が戦死、1,700人が捕虜になった（うち1,100人は無傷）。

## 結果
カール12世は戦闘に勝利したが、シューレンブルクの活躍によりザクセン軍は全滅を免れた。スウェーデン軍はザクセン軍の大砲、資金、軍旗60本、アウグスト2世の軍用行李を全て奪い、7月31日にはクラクフに入城した。スウェーデン軍は翌年もポーランドの支配を強化した:689。アウグスト2世はサンドミェシュへ撤退した。